# كارلوس بافون
كارلوس ألبرتو بافون بلامر (بالإسبانية: Carlos Pavón) (مواليد 9 أكتوبر 1973 في إل بروغريسو) لاعب كرة قدم هندوراسي يلعب حاليا لصالح نادي ريال إسبانيا الهندوراسي.

## روابط خارجية
- كارلوس بافون على موقع الاتحاد الدولي (مؤرشف)  (الإنجليزية)
- كارلوس بافون على موقع الدوري الأمريكي (الإنجليزية)
- كارلوس بافون على موقع إي إس بي إن إف سي (الإنجليزية)
- كارلوس بافون على موقع قاعدة بيانات كرة القدم.إي يو (الإنجليزية)
- كارلوس بافون على موقع ناشيونال فوتبول تيمز (الإنجليزية)
- كارلوس بافون على موقع عالم كرة القدم.نت (الإنجليزية)
- كارلوس بافون على موقع كووورة
- كارلوس بافون على موقع أوليمبيديا (الإنجليزية)